# 中国的自然环境
中国的自然环境，包含了生物环境、气候环境和地质环境的多样性。近些年来，中国工业化和人口增长都在以迅猛的趋势增长，再加上环境监管不力，从而造成了许多的环境问题，生态环境被大规模的污染。

## 地质情况

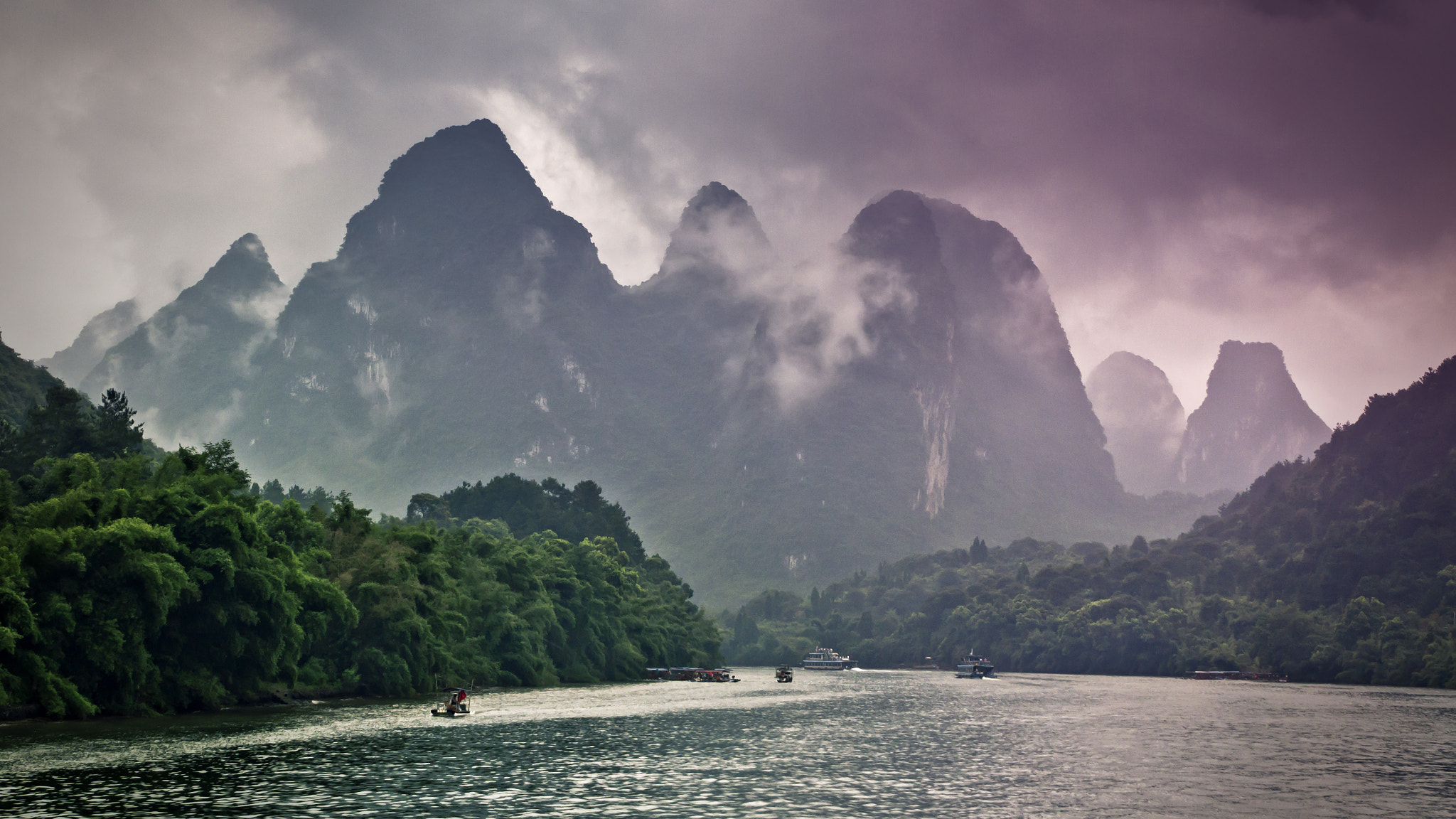
左上顺时针方向:漓江喀斯特、珠峰北坡、大同黄土景观、张掖国家地质公园。

从4000万到5000万年前开始，印澳板块与亚欧大陆板块产生持续碰撞，形成了了如今的构造环境。这一板块运动还形成了喜马拉雅山脉，印澳板块与欧亚大陆板块的碰撞并仍在影响着中国大部分地区的构造，使其发生改变。其次中国拥有丰富的矿产资源，西部地区有着频繁的地震风险，中国各地都有罕见的孤立活火山。
在中国历史上，许多地质学概念其实在很早就被发现了。然而直到19世纪末，欧洲的自然科学被采纳后，地质学才在中国成为了一门正式的科学学科。

## 生物群

### 野生动植物

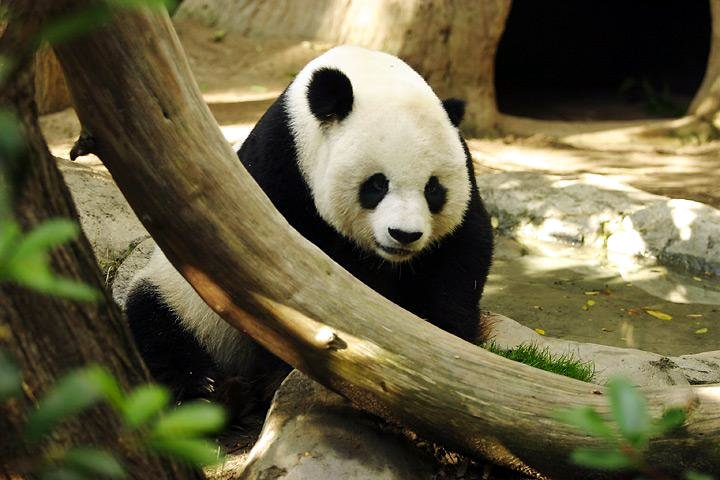
大熊猫是中国特有的物种，在中国它是濒危和受保护的物种。

中国幅员辽阔，是野生动物的家园。世界上有17个物种多样性巨大的国家，中国就是其中之一。根据一项测量显示，中国共拥有7516种脊椎动物，其中包括4936种鱼类、1269种鸟类、562种哺乳动物、403种爬行动物和346种两栖动物。就物种数量而言，中国的哺乳动物位居世界第三，鸟类居世界第八，爬行类动物和两栖动物均居世界第七。
而且中国有许多特有的物种，其中就包括了中国最著名的野生动物——大熊猫。据调查显示，中国大约有六分之一的哺乳动物物种和三分之二的两栖动物物种都是只有中国才有的特有物种。

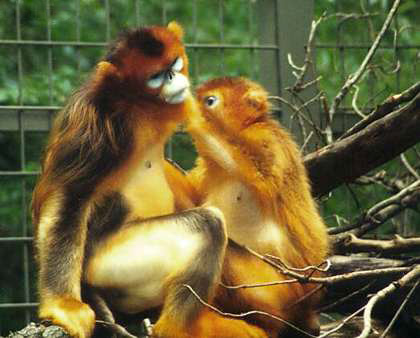
金丝猴，另一种濒危的特有物种

然而中国的野生动物们与世界上人口最多的国家共享着栖息地，因此它们也承受着来自人类生活产生的巨大压力。据不完全统计，目前中国至少有840个物种受到威胁，甚至面临着局部灭绝的危险。而造成这一现象的主要原因都是是人类活动。
如栖息地的破坏及污染，还有来自人类的扼杀及贩卖，一些珍贵动物的皮毛也常常被当作中医药材的原料。
为了能够让濒危的野生动物受到法律保护，截至2005年，中国有超过2349个自然保护区，总面积达14995万公顷(578,960平方英里)，约占中国陆地总面积的15%。

### 植物群

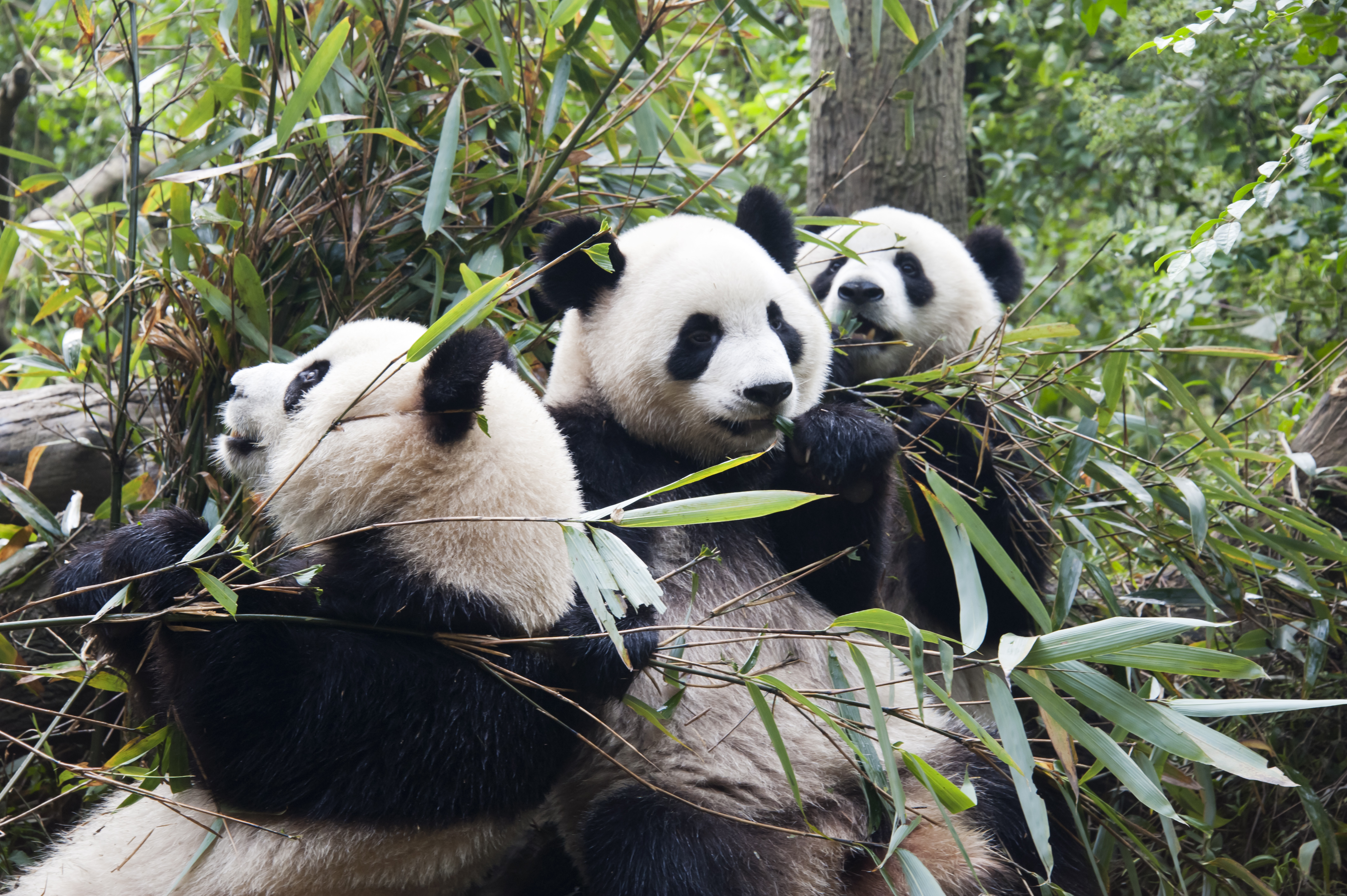
四川的大熊猫

中国的植物区系由多种多样的植物物种组成，包括超过39000种维管植物、27000种真菌和3000种苔藓植物。世界上的植物，有3万多种都原产于中国，中国拥有的植物种类占比世界植物物种总数的近八分之一。其中包括数千种除中国以外的地区没有的植物物种。
中国的国土面积足足有960万公里，其拥有植物生长的各种生态系统和气候。主要气候有海岸气候、热带气候和亚热带森林气候、沙漠气候、高原气候和山脉气候。
大陆漂移和“早古生代加里东运动”的事件也在创造这些气候和地理多样性方面发挥了重要作用。高水平的地方性维管植物区系也因此而形成。这些地貌为植物的生长提供了不同的生态系统和气候环境，创造了种类繁多的植物群。

## 气候

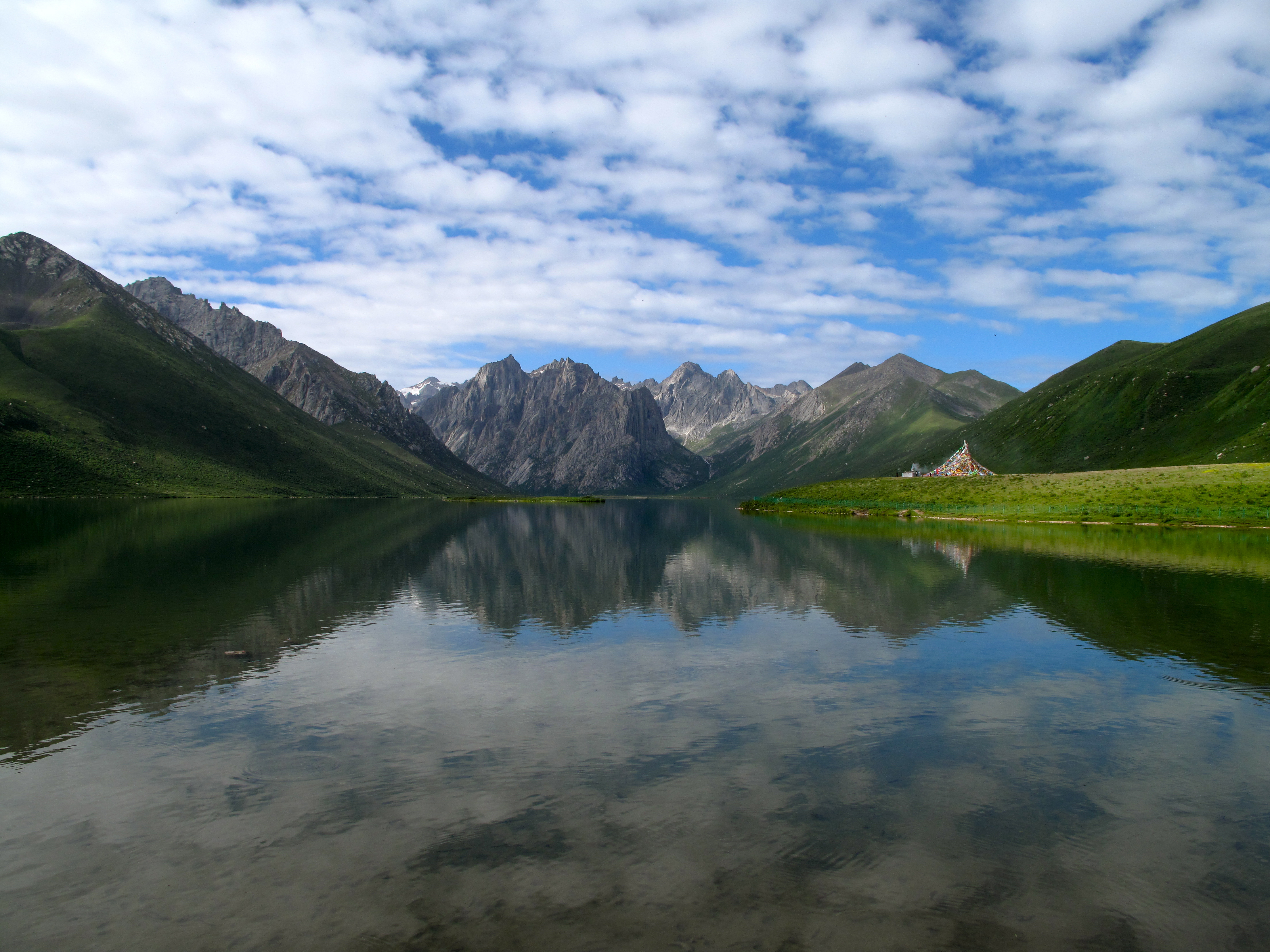
俯瞰青藏高原的西门错湖

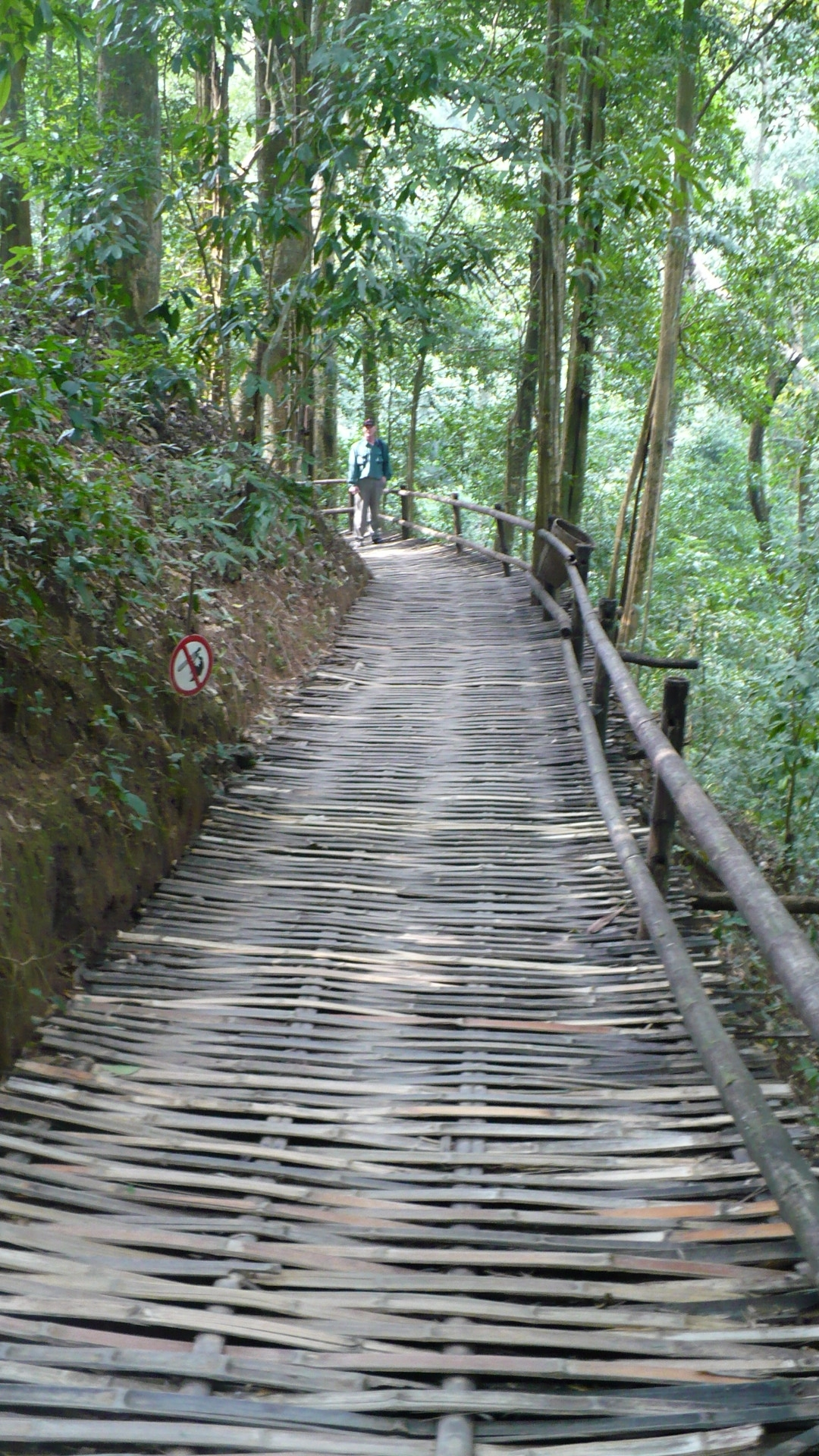
西双版纳原始森林公园

由于中国幅员辽阔，所以其不同地区的纬度、经度和海拔都有着巨大巨大差异，因此造成了中国气候的多样性。从南方的热带气候到北方的亚北极气候，以及像青藏高原这样海拔较高地区的高山气候。
季风是由大陆和海洋吸热能力的差异而造成的，是主导气候的主要因素。在夏季，东亚季风从南方带来温暖潮湿的空气，为中国大部分地区带来了绝大部分的年降水量。相反，西伯利亚反气旋主导着冬季，带来寒冷和相对干燥的条件。季风的进退在很大程度上决定了全国雨季的时间。
虽然中国大部分地区位于温带，但其气候模式依旧复杂。
比如黑龙江和内蒙古的北端属于亚北极气候；海南岛的大部分地区和云南最南端的部分地区属于热带气候。中国冬季冬的温差非常之大，但反观夏天的温差就小得多。例如，黑龙江的漠河县1月份的24小时平均气温接近零下30°C，7月份平均气温超过能够18°C。相比之下，海南大部分地区一月份的平均温度超过17°C，而七月份的平均温度通常在28°C以上。
降水常集中在相对温暖的月份，尽管年总降水量在青海的西北部和新疆的吐鲁番盆地都不到20毫米，而广东、广西和海南的年降水总量却超过2000毫米不等。由此可见中国不同地区的年降水总量也有着较大差异，即便降水都集中在夏季。但也有极个别的地方，例如新疆准噶尔地区，其降水就没有明显的季节性变化。
上述的这种变化正是中国气候的主要特征。
再来看看中国的年日照时间。四川和重庆部分地区年日照时间不足1100小时，青海西北部的年日照时间却超过3400小时不等。虽然日照的季节模式因地区而异，但总体来说，中国北部和青藏高原的阳光相比之下比南部的阳光更为充足。

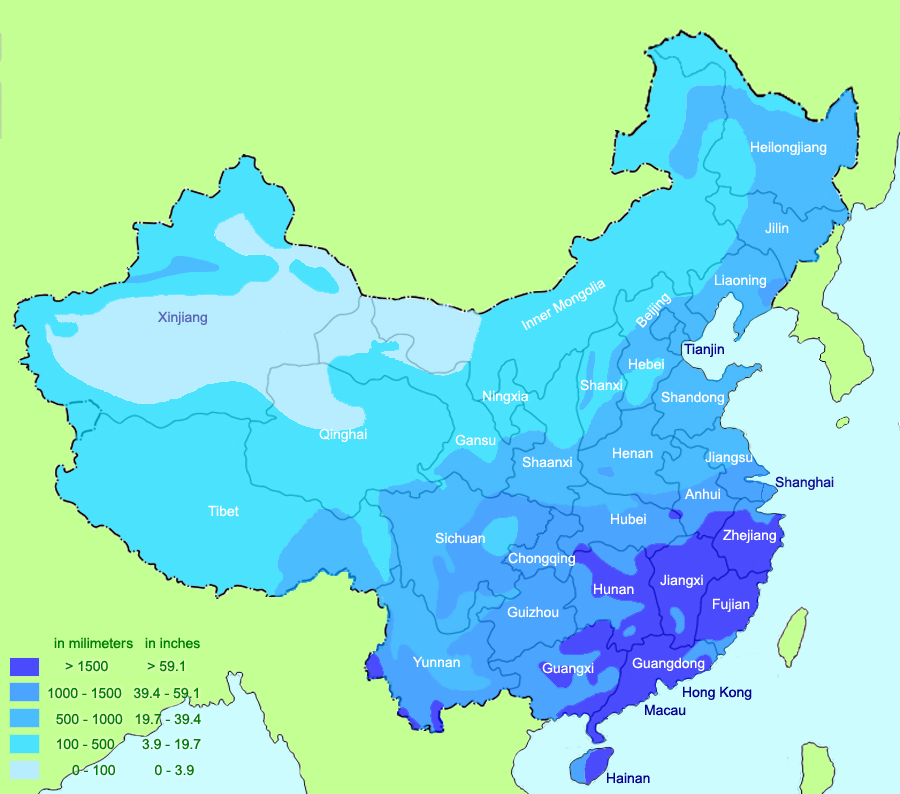
中国大陆和台湾的年降水量

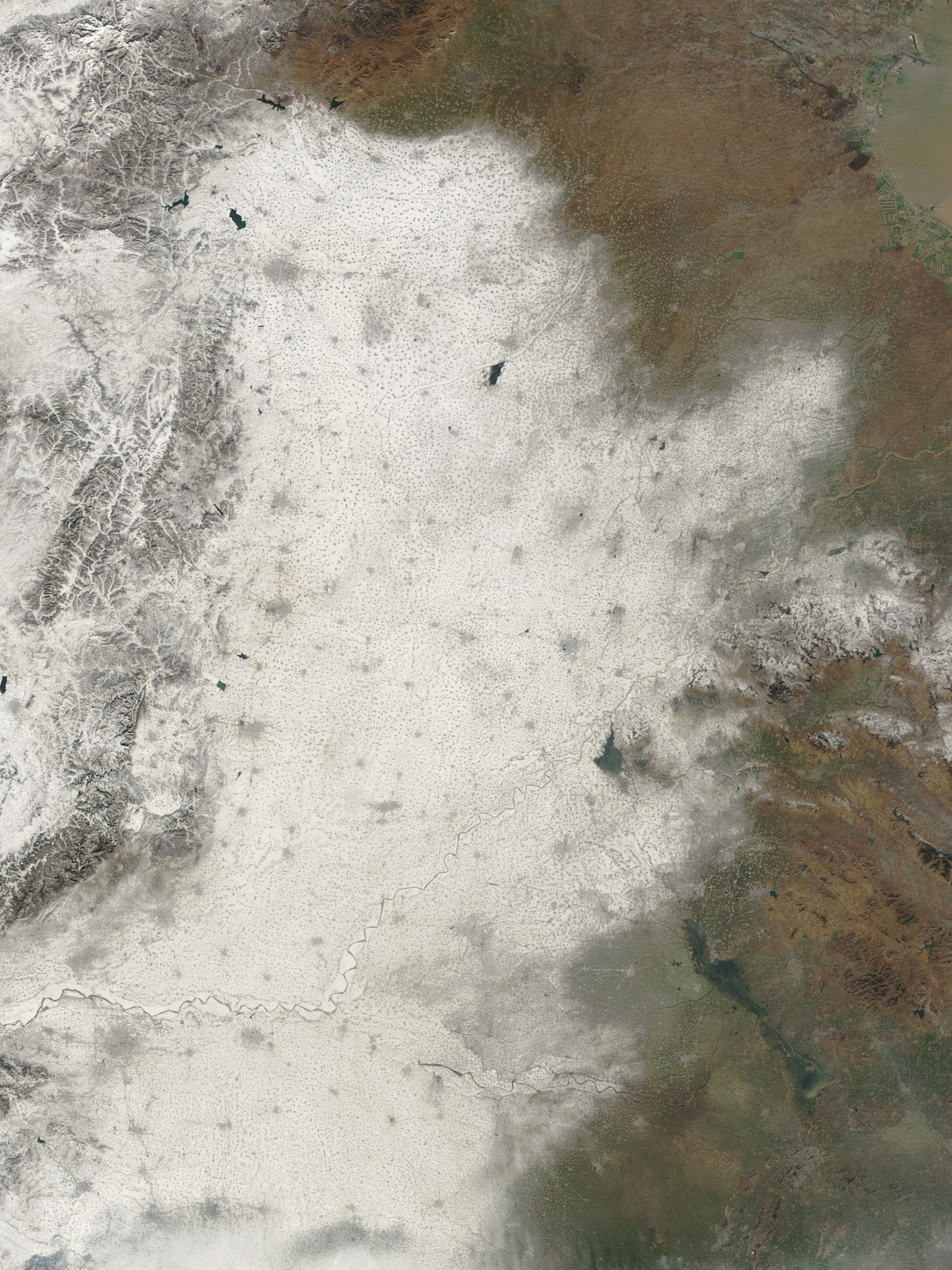
河北石家庄附近华北平原部分地区初雪覆盖

### 气候变化

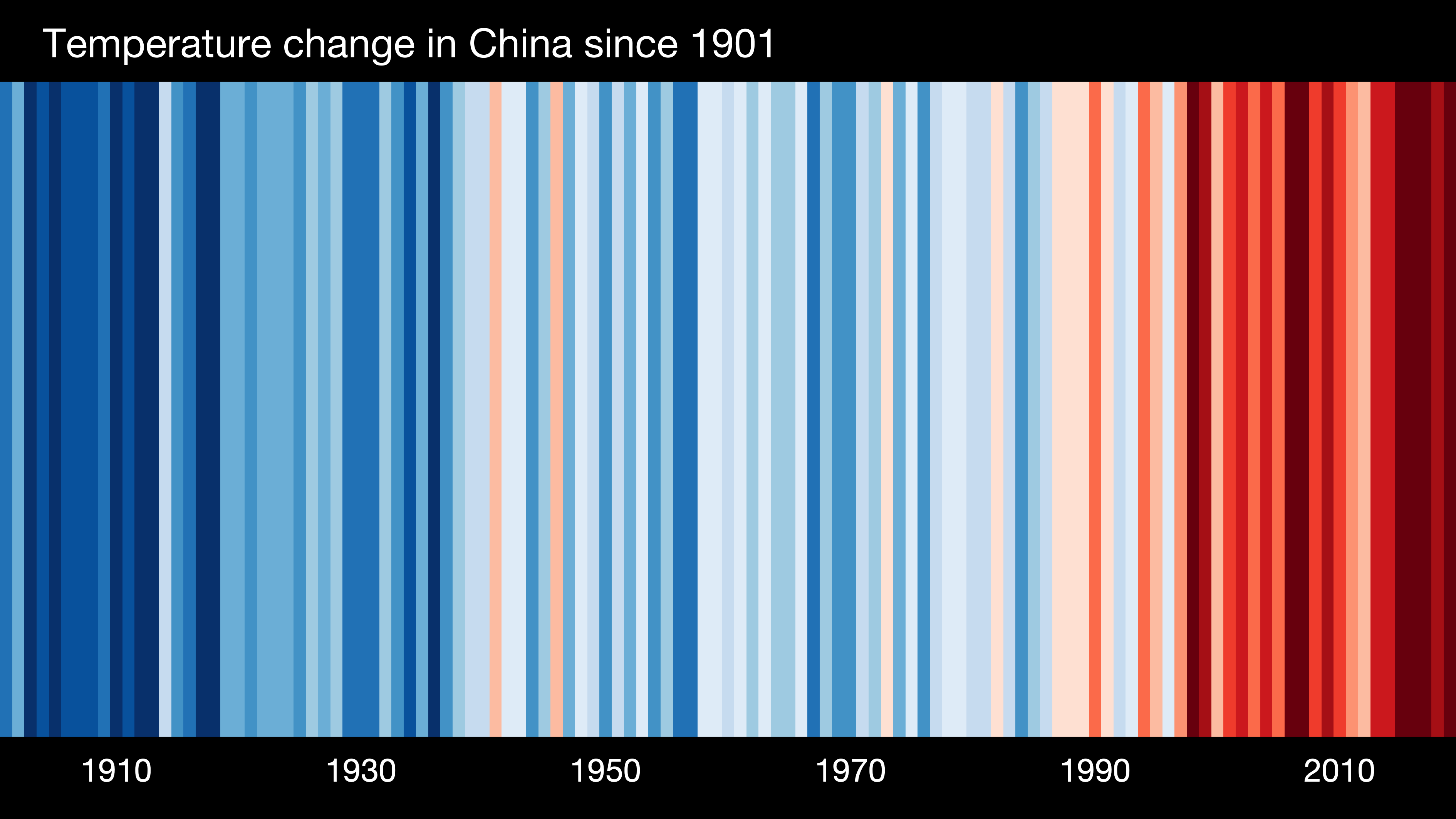
1901年至2019年间中国的变暖条纹

气候变化对中国的经济、社会和环境都有着重大的影响。
中国是最大的二氧化碳排放国，其能源基础设施主要以煤炭为主。其他行业，如新兴的建筑业和工业制造业，也是碳排放的主要来源。与其他发展中国家一样，按人均计算，中国的碳排放量却远低于美国等国家。
除此之外，还有一点值得注意，那就是高收入国家将排放密集型产业都外包给中国。根据1751-2017年测量的累计二氧化碳排放量来看，中国占全球累计排放量的13%，约为美国累计排放量的一半。
中国正在遭受全球变暖对农业、林业和水资源的破坏，这种负面影响预计还会继续加重。中国政府正在采取一些措施来增加可再生能源的使用，并正在为实现低碳经济而努力。发誓要通过采取“更积极的政策和措施”，在2030年前达到排放峰值，到2060年实现碳中和。中国的GHG排放量可能在2025年达到峰值，到2030年将回到2022年的水平。然而即便如此，全球气温还是有了3度的明显上升。

## 中国保护区
这是中国国家指定保护区的列表。中国有很多形式种类的保护区。根据它们的相对重要性，每种类型的保护区可以进一步分为两到三个级别(国家级、省级和地/县级)。
然而，"袖珍自然保护区"、"禁猎区"、"禁渔区"、"禁伐区"、"野生药材资源保护区"、"农作物种质资源保护区"、"林木种质资源保护区"或"水源保护区"的最高级别实际上仅限于省级。县级地方政府主要负责“基本农田保护区”和“基本草原”的划定和申报。
值得注意的是，中国的许多保护区由多个官方指定，这些多重指定保护区的法定边界可能相同，也可能不同。

## 环境问题

中国长江边的一家工厂

中国的大规模污染仍是当今最令人头疼的主要问题。截至2013年，北京拥有着众多的工业设施，煤炭取暖也是冬日保暖的主要方式。在此基础上又受到空气逆温的影响，从而导致了北京在冬季的污染水平极高。
2013年1月，北京空气中对健康危害最大的细颗粒物浓度高达每立方米993微克，而世界卫生组织的标准是每立方米不超过25微克。世界银行由此估计，世界上污染最严重的城市中有16个都位于中国。

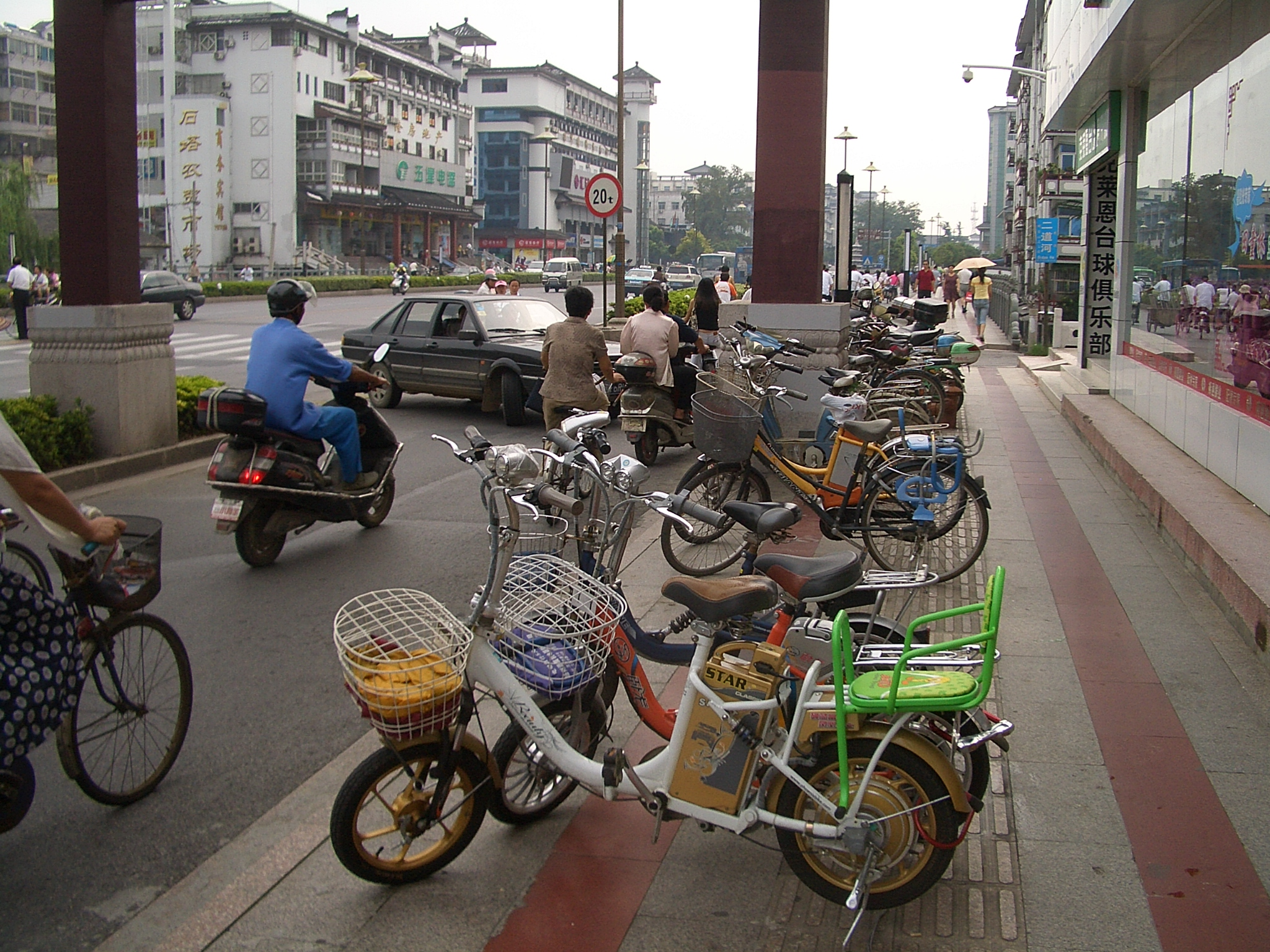
现在在长江三角洲城市销售的机动车中，很大一部分是电动自行车

贾雷德·戴蒙德认为，中国的六大主要环境问题包括：空气污染、水资源问题、土壤问题、栖息地破坏、生物多样性丧失和大型工业项目。并声称：国以其自然灾害的频率、数量、程度和损害而闻名。
由于空气环境的不断恶化，许多中国公民开始怀疑空气污染是否是肺癌增加的原因。这个问题的讨论度开始逐渐上升，因此市民出行常常佩戴口罩，以免吸入污染带来的有害颗粒。关于“空气污染是否是肺癌增加的主要原因”，针对这一问题一些专家持同意观点。但也有很多人说没有足够的证据可以证明这条“结论”。
北京市防御和控制办公室副主任王宁曾表示，他发现一种叫做腺癌的癌症发病率有所上升，并被认为这是环境污染产生的副作用。中国的肺癌发病率占全世界肺癌患者的32%。与此同时，随着肺癌的增加，胃癌、食道癌和宫颈癌在中国都有所下降。

## 延伸閱讀
- Elvin, Mark. The retreat of the elephants: an environmental history of China (Yale University Press, 2004). excerpt （页面存档备份，存于）
- Heijdra, Martin. "Texts, Space and Time: New Insights into Chinese Environmental History." Journal of the Economic and Social History of the Orient 42.4 (1999): 549-565.
- Maohong, Bao. "Environmental history in China." Environment and History (2004): 475-499. online （页面存档备份，存于）

- Marks, Robert B. China: An environmental history (Rowman & Littlefield, 2017). excerpt （页面存档备份，存于）